# الصلوات على النبي محمد

النص العربي لشكل آخر من أشكال "الصلوات" الذي يُقال بعد ذكر النبي محمد: «صَلَی اللهُ عَلَیه وسَلَّم»، وأحيانًا يُضاف له (وآله)، فيُصبح: «صَلَی اللهُ عَلَیه وآله وسَلَّم»

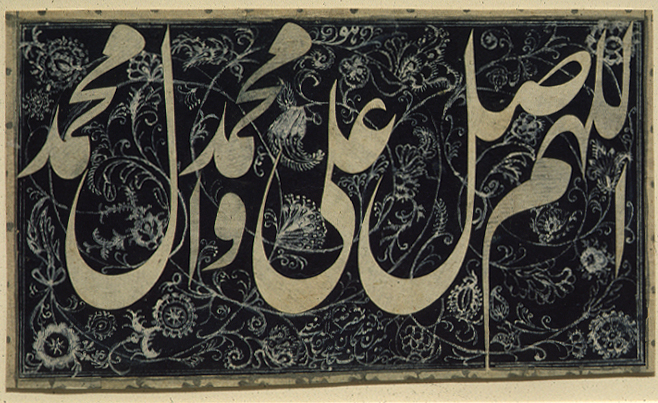
الخط العربي بنص "الصلوات": «اللهم صل علی محمد وآل محمد» بخط شمس الدين آساف جاهي

الصلوات (وبالأردية: الدرود) هي عبارة إسلامية عربية تتضمن تبجيلًا للنبي محمد. هذه العبارة عادة ما يُعبر عنها المسلمون كجزء من الصلوات الخمس اليومية (عادة أثناء التشهد) وأيضًا عندما يُذكر اسم النبي محمد. الصلوات هي صيغة جمع لصلاة التي أصلخا من الجذر الثلاثي لكلمة ص-ل-و. ويرى بعض علماء اللغة العربية أن معنى كلمة الصلوات يختلف باختلاف من يستخدم الكلمة ومن تُستخدم له.

اللاحقة «صَلَوَاتُ اَللَّهِ عَلَيْهِ وَ آلِه» هو مصطلح عربي مهيب يستخدم في النصوص الإسلامية، وموجود بكثرة بالعربية والفارسية احترامًا للنبي محمد عند ذكر اسمه. وبطبيعة الحال. تُستخدم هذه العبارة غالبًا بعد اسم النبي محمد. وقد تأتي هذه العبارة العربية أيضًا بعد أسماء الأشخاص المميزين والمقدسين. كل هذه العبارات تعني "طلب النعمة الإلهية لشخص مميز ومقدس". ومن ناحية أخرى، في المصادر الإسلامية، يمكن أيضًا رؤية الصلوات بأشكال أخرى، بما في ذلك «صَلَی اللهُ عَلَیه وآلِه وسَلَّم» و«صَلَی اللهُ عَلَیه وسَلَّم» و«صَلَی اللهُ عَلَیه وآلِه» و«صَلَی اللهُ عَلَیه» و«صَلَوَاتُ اَللَّهِ عَلَيْهِ» و«صَلَواتُ اللهِ وَ سَلامِه عَلَیه». وبحسب بعض الباحثين، فإن الصلوات وردت في أكثر من 210 عبارة عربية مختلفة في المصادر الإسلامية.
إن الصلوات «اللَّهُمَّ صَلِّ عَلَی مُحَمَّدٍ وَ آلِ مُحَمَّد» هي دعوة إسلامية. أشهر شكل من أشكال الصلوات وأكثرها تكرارًا على مر التاريخ الإسلامي وفقًا للمصادر، هي: «اللَّهُمَّ صَلِّ عَلَی مُحَمَّدٍ وَ آلِ مُحَمَّد». في الدوائر الإسلامية، عندما يذكر اسم النبي محمد، من المعتاد أن تُقال. كما تُقرأ أحيانًا في العبادة بسبب فضلها وأجرها، وفي بعض الأحيان يعهد الناس حتى بقراءة عدد محدد منه (على سبيل المثال 100، 200، أو 1000) من أجل الحصول على حاجاتهم الصادقة ، بحيث من خلال هذا، قد يتلقىون نعمة الله ويمكن حل مشاكلهم.

## الدلالة
في الإسلام، عندما يقرأ المسلم الصلوات، فهذا يعني أنهم يرسلونها إلى النبي ويظهرون لله احترامهم لنبيه محمد
ورُوي عن النبي محمد أنه قال: «البخيل من ذكرت عنده ثم لم يصل علي»
ونقل ابن عساكر عن الحسن بن علي أن النبي محمد قال: «أكثروا الصلاة علي ، فإن صلاتكم علي مغفرة لذنوبكم ، واطلبوا لي الدرجة الوسيلة ، فإن وسيلتي عند ربي شفاعة لكم».
ورُوي عن جعفر الصادق، أن النبي محمد قال: «ما من دعاء إلا بينه وبين السماء حجاب حتى يصلي على النبي وعلى آل محمد فإذا فعل ذلك انخرق ذلك الحجاب ودخل الدعاء فإذا لم يفعل ذلك رجع الدعاء».

## مفهوم "الآل" في الصلوات
سأل الصحابة النبي محمد: «فكيف نصلي عليك؟» فقال: قولوا: «اللهم صل على محمد وعلى آل محمد».
كان النبي محمد يعتقد أن صلوات الله وسلامه والملائكة المتضمنة في الصلوات تشمل أهل بيته، ففي أكثر من نوع من الصلوات يرد اسم النبي نفسه وإحدى عبارات "أهل بيته" أو "آله" أو "ذريته."وهم يُذكرون لما ينالونه من الرحمة والبركات من الله.

## كيفية تلاوة الصلوات
وقد ورد في العديد من كتب الأحاديث الإسلامية في كيفية تحية النبي محمد. وفي كتاب "صحيح البخاري" لمحمد البخاري: عن أبي سعيد الخدري، قال: «قلنا: يا رسول الله، السلام عليك قد عرفناه، فكيف الصلاة عليك؟» قال:
| الصلوات على النبي محمد | «قُولُوا الّلهُمَّ صَلِّ عَلى مُحَمَّد عَبْدِکَ وَ رَسُولِکَ کَما صَلَّیْتَ على اِبْراهیمَ وآلِ اِبْراهیمَ وَ بارِکْ عَلى مُحَمَّد وَ عَلى آلِ مُحَمَّد کما بارَکْتَ على اِبْراهیمَ» | الصلوات على النبي محمد |

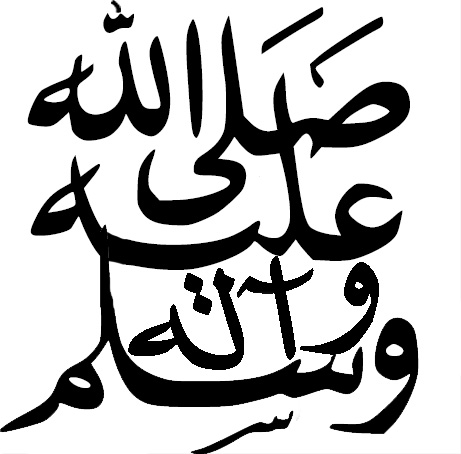
صلى الله عليه وعلى آله وسلم

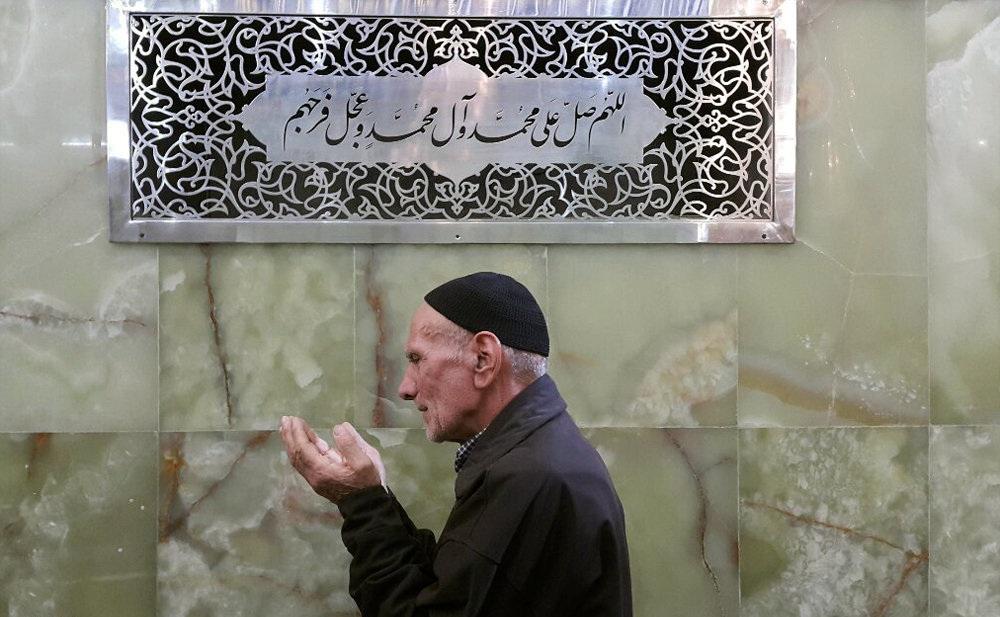
إطار فني للصلوات مكتوب عليه:. موجود في (مرقد العسكريين في سامراء).

وفي نفس الكتاب وفي نفس الصفحة رُوي هذا الحديث بتفصيل أكثر عن كعب بن عجرة (أحد صحابة النبي المشهورين) أن رجلًا قال للنبي محمد: «يا رسول الله، أما السلام عليك فقد علمناه فكيف الصلاة عليك؟» قال:
| الصلوات على النبي محمد | قُل اللّهُمَّ صَلِّ عَلى مُحَمَّد وَ عَلى آلِ مُحَمَّد کَما صَلَّیْتَ عَلى آلِ اِبْراهیمَ اِنَّکَ حَمیدٌ مَجیدٌ، اَلّلهُمَّ بارِکْ عَلى مُحَمَّد وَ عَلى آلِ مُحَمَّد کَما بارَکْتَ عَلى آلِ اِبْراهیمَ اِنَّکَ حَمیدٌ مَجیدٌ | الصلوات على النبي محمد |

لاحظ أن البخاري يذكر هذه الأحاديث تحت الآية 56 من سورة الأحزاب: (إنَّ اللهَ وَ مَلائِکَتَهُ یُصَلُّونَ عَلَى النَّبِىِّ یا أیُّهَا الَّذینَ آمَنُوا صَلُّوا عَلَیْهِ وَسَلِّمُوا تَسْلیمًا).
ونقل الحديث العلامة الشيخ سعيد بن مسعود الشافعي في (المنتقى في سيرة المصطفى) ص190. قال: في رواية عقبة بن عمرو: «اللهم صل على محمد النبي الأمي وعلى آل محمد».
وفي كتاب "صحيح مسلم" لمسلم بن الحجاج، وهو ثاني أشهر كتب الحديث عند أهل السنة، روى عن أبي مسعود الأنصاري: «أتانا رسولُ اللهِ، ونحن في مجلسِ سعدِ بنِ عُبادةَ فقال بشيرُ بنُ سعدٍ: أمَرنا اللهُ يا رسولَ اللهِ أنْ نُصلِّيَ عليك فكيف نُصلِّي عليك؟» قال: «فسكَت رسولُ اللهِ حتَّى تمنَّيْنا أنَّه لم يسأَلْه» ثمَّ قال:
| الصلوات على النبي محمد | قُولُوا اللّهُمَّ صَلِّ عَلى مُحَمَّد وَ عَلى آلِ مُحَمَّد کَما صَلَّیْتَ عَلى آلِ اِبْراهیمَ، وبارِك عَلى مُحَمَّد وَ عَلى آلِ مُحَمَّد کما بارَکْتَ عَلى آلِ اِبْراهیمَ في الْعالَمینَ إِنَّك حَمیدٌ مَجیدٌ | الصلوات على النبي محمد |

ولذلك يجب على جميع المسلمين، بغض النظر عن مذاهبهم، أن يسلموا على النبي بصيغة «السَّلامَ عَلَیْکَ أیُّهَا النَّبىُّ وَ رحْمَة الله» أثناء التشهد في الصلاة، كما كان النبي يقول.
| الصلوات على النبي محمد | اِذا اَنْتُمْ صَلَّیْتُمْ عَلَىَّ فَقُولُوا الّلهُمَّ صَلَّ عَلى مُحَمَّد النَّبِىِّ الاٌمِىِّ وَ عَلى آلِ مُحَمَّد، کَما صَلَّیْتَ عَلى اِبْراهیمَ وَ عَلى آلِ اِبْراهیمَ وَ بارِکْ عَلَى مُحَمَّد النَّبىِّ الاٌمِىِّ وَ عَلى آلِ مُحَمَّد کَما بارَکْتَ عَلى اِبْراهیمَ وَ عَلى آلِ اِبْراهیمَ، اِنَّکَ حَمیدٌ مَجیدٌ | الصلوات على النبي محمد |

وفي أحد كتب التفسير السنية المسمى بـ "الدر المنثور" لجلال الدين السيوطي، وهو أشهر كتب تفسير الروايات عند أهل السنة، ينقل المؤلف نفس رواية "أبي سعيد الخدري" من "صحيح البخاري"، و"أحمد بن شعيب النسائي"، و"ابن ماجه"، و"ابن مردويه" عن النبي محمد. وفي نفس الكتاب رُويَ كلام "أبي مسعود الأنصاري" من محمد الترمذي، و" أحمد بن شعيب النسائي"، و"ابن مردويه". "ومرة أخرى، في نفس الكتاب، يُروى نفس المحتوى، مع اختلافات طفيفة، عن "مالك بن أنس"، و"صحيح البخاري"، و"أبو داود السجستاني"، و"أحمد بن شعيب النسائي"، و"ابن ماجه"، و"ابن مردويه"، وعدة آخرين، عن "أبي أحمد الساعدي".
وقد روى "أحمد بن حسين بن علي البيهقي النيسابوري" المعروف بـ " البيهقي " في كتابه المشهور " السنن الكبرى " روايات عديدة في هذا الباب، بعضها يوضح واجبات المسلم في الصلاة وفي التشهد. مثل ذلك في الحديث: أقبل رجل حتى جلس بين يدي رسول الله ونحن عنده ، فقال: «يا رسول الله ، السلام عليك؛ فقد عرفناه، فكيف نصلي عليك إذا نحن في صلاتنا صلى الله عليك؟» قال :«فسكت رسول الله حتى أحببنا أن الرجل لم يسأله»، فقال:

جاء في الآية 56 من سورة الأحزاب: «اِنَّ اللهَ وَ مَلائِکَتَهُ یُصَلُّونَ عَلَى النَّبِىِّ یا اَیُّهَا الَّذینَ آمَنُوا صَلُّوا عَلَیْهِ وَ سَلِّمُوا تَسْلیما» وقد وردت روايات ومناقشات عديدة في العالم الإسلامي حول سبب الصلاة على النبي. السبب الأول للصلاة على محمد هو أن لا ننسى النبي ومكانته بين الناس. وبهذه الطريقة فإن الصلاة على النبي تساعد إلى حد ما في الحفاظ على الإسلام. وقد ورد في بعض الكتب المخصصة لتعليمات العبادة الإسلامية أن الصلاة على النبي محمد تجعل المصلي حسن الخلق وحسن الظن، وتغفر ذنوب المصلي. وقد ورد في الزيارة الجامعة الكبيرة الشيعية:
| الصلوات على النبي محمد | وَجَعَلَ صَلَوَاتِنَا عَلَيْكُمْ وَمَا خَصَّنَا بِهِ مِنْ وَلَايَتِكُمْ طِيباً لِخَلْقِنَا وَطَهَارَةً لِأَنْفُسِنَا وَتَزْكِيَةً لَنَا وَكَفَّارَةً لِذُنُوبِنَا فَكُنَّا عِنْدَهُ مُسَلِّمِينَ بِفَضْلِكُمْ وَمَعْرُوفِينَ بِتَصْدِيقِنَا إِيَّاكُمْ. | الصلوات على النبي محمد |

وقد قال عنه البيهقي عن محمد بن إدريس الشافعي أنه حَسَن.
| الصلوات على النبي محمد | ٱللَّٰهُمَّ صَلِّ عَلَىٰ مُحَمَّدٍ وَعَلَىٰ آلِ مُحَمَّدٍ كَمَا صَلَّيْتَ عَلَىٰ إِبْرَاهِيمَ وَعَلَىٰ آلِ إِبْرَاهِيمَ إِنَّكَ حَمِيدٌ مَجِيدٌ ٱللَّٰهُمَّ بَارِكْ عَلَىٰ مُحَمَّدٍ وَعَلَىٰ آلِ مُحَمَّدٍ كَمَا بَارَكْتَ عَلَىٰ إِبْرَاهِيمَ وَعَلَىٰ آلِ إِبْرَاهِيمَ إِنَّكَ حَمِيدٌ مَجِيدٌ | الصلوات على النبي محمد |

وقد أورد البيهقي أحاديث أخرى كثيرة في كيفية الصلوات على النبي في الصلاة وخارجها، منها على وجه الخصوص حديث "كعب بن عجرة" عن النبي صلى الله عليه وسلم، حيث يقول:
وفي روايات أخرى لذكر الصلوات بصيغة «اللَّهُمَّ صَلِّ عَلَی مُحَمَّدٍ وَ آلِ مُحَمَّد» ورد أنها عامل في مغفرة الذنوب. إن الصلوات على النبي هي من باب الشكر والتقدير للجهود التي بذلها النبي محمد في هداية الناس.
ومن جملة هذه الأحاديث يتضح أن النبي نفسه كان يدعو بهذه الأدعية في صلواته.
ذكر البيهقي في بعض الروايات التي تتحدث عن الصلوات الخمس أن هذه الروايات مرتبطة أيضًا بالصلاة على النبي في الصلوات؛ لأن جملة (السلام عليك) تشير إلى السلام في التشهد وهي من أجزاء الصلاة وفي "السلام" ('الجزء الأخير من الصلاة'): يُقال: السلام عليك أيها النبي ورحمة الله وبركاته، وهذا يُشير إلى قراءة الصلوات أثناء التشهد.
مع أن هناك خلافًا طفيفًا بين المذاهب الفقهية السنية الأربعة الكبرى داخل الإسلام السني في هذه المسألة؛ ففي المذهب الشافعي والمذهب الحنبلي قالوا: تجب الصلوات على النبي محمد في التشهد الثاني في الصلاة، بينما يعتبرها المذهب المالكي والمذهب الحنفي تقليدًا أو ما يسمى بالسنة.
وهذا على الرغم من أن الصلوات في الصلاة واجبة على جميع المسلمين في أكثر الروايات، ومنها الروايات السابقة.

## عبارات الصلوات المُوصى بها
ومن الصلوات التي أوصى بها النبي محمد:
| الصلوات على النبي محمد | ٱللَّٰهُمَّ صَلِّ عَلَىٰ مُحَمَّدٍ وَعَلَىٰ آلِ مُحَمَّدٍ كَمَا صَلَّيْتَ عَلَىٰ إِبْرَاهِيمَ وَعَلَىٰ آلِ إِبْرَاهِيمَ إِنَّكَ حَمِيدٌ مَجِيدٌ ٱللَّٰهُمَّ بَارِكْ عَلَىٰ مُحَمَّدٍ وَعَلَىٰ آلِ مُحَمَّدٍ كَمَا بَارَكْتَ عَلَىٰ إِبْرَاهِيمَ وَعَلَىٰ آلِ إِبْرَاهِيمَ إِنَّكَ حَمِيدٌ مَجِيدٌ | الصلوات على النبي محمد |

وقد رٌوي أن النبي محمد قال: «لا تصلوا علي الصلاة البتراء». فقالوا : «وما الصلاة البتراء؟» قال: «تقولون: اللهم صل على محمد وتمسكون بل قولوا : اللهم صل على محمد وعلى آل محمد». ثم نقل الإمام الشافعي قوله:
.

## عبارات الصلوات
يمكن استخدام عدة عبارات مختلفة من الصلوات. والعبارات الأكثر شيوعًا هي:
| العبارة |
| --- |
| ٱللَّٰهُمَّ صَلِّ عَلَىٰ مُحَمَّدٍ وَآلِ مُحَمَّدٍ |
| ٱللَّٰهُمَّ صَلِّ عَلَىٰ مُحَمَّدٍ وَعَلىٰ آلِ مُحَمَّدٍ |
| ٱللَّٰهُمَّ صَلِّ وَسَلِّمْ عَلَىٰ مُحَمَّدٍ وَعَلىٰ آلِ مُحَمَّدٍ |
| ٱللَّٰهُمَّ صَلِّ وَسَلِّمْ وَبَارِكْ عَلَىٰ مُحَمَّدٍ وَعَلىٰ آلِ مُحَمَّدٍ                                                                                                |
| ٱللَّٰهُمَّ صَلِّ وَسَلِّمْ وَبَارِكْ عَلَىٰ مُحَمَّدٍ وَعَلىٰ آلِ مُحَمَّدٍ أَجْمَعِينَ وَعَلىٰ جَمِيعِ ٱلْمَلَائِكَةِ وَجَمِيعِ ٱلْأَنْبِيَاءِ وَٱلْمُرْسَلِينَ وَٱلشُّهَدَاءِ وَٱلصِّدِّيقِينَ وَجَمِيعِ عِبَادِ ٱللَّٰهِ ٱلصَّالِحِينَ |
| ٱللَّٰهُمَّ صَلِّ عَلَىٰ مُحَمَّدٍ وَآلِ مُحَمَّدٍ وَعَجِّلْ لِوَلِيِّكَ ٱلْفَرَجَ وَٱلْعَافِيَةَ وَٱلنَّصْرَ                                                                              |
| ٱللَّٰهُمَّ صَلِّ عَلَىٰ مُحَمَّدٍ وَآلِ مُحَمَّدٍ وَعَجِّلْ فَرَجَهُمْ |
| ٱللَّٰهُمَّ صَلِّ عَلَىٰ مُحَمَّدٍ وَآلِ مُحَمَّدٍ وَعَجِّلْ فَرَجَهُمْ وَٱلْعَنْ أَعْدَاءَهُمْ                                                                                      |

وبحسب بعض الباحثين، فإن الصلوات وردت في أكثر من 210 عبارات عربية مختلفة في المصادر الإسلامية. ومن الصلوات المشهورة المذكورة في الروايات والأحاديث:
| المصدر                                                                        | العبارة |
| [النسائي / ١٢٩٢ صحيح]                                                         | ٱللَّٰهُمَّ صَلِّ عَلَىٰ مُحَمَّدٍ وَآلِ مُحَمَّدٍ |
| [عباس القمي/ ١٣٤٤، سفينة البحار]                                              | الّلهُمَّ صَلِّ عَلَی مُحَمَّدٍ وَ آلِ مُحَمَّدٍ وعَجّل فَرَجَهم |
| [النسائي / ١٢٨٩ صحيح]                                                         | ٱللَّٰهُمَّ صَلِّ عَلَىٰ مُحَمَّدٍ وَعَلَىٰ آلِ مُحَمَّدٍ كَمَا صَلَّيْتَ عَلَىٰ إِبْرَاهِيمَ وَعَلَىٰ آلِ إِبْرَاهِيمَ إِنَّكَ حَمِيدٌ مَجِيدٌ ٱللَّٰهُمَّ بَارِكْ عَلَىٰ مُحَمَّدٍ وَعَلَىٰ آلِ مُحَمَّدٍ كَمَا بَارَكْتَ عَلَىٰ إِبْرَاهِيمَ وَعَلَىٰ آلِ إِبْرَاهِيمَ إِنَّكَ حَمِيدٌ مَجِيدٌ      |
| [الموطأ/459، صحيح]، [ابن حبان/1958، صحيح]                                     | ٱللَّٰهُمَّ صَلِّ عَلَىٰ مُحَمَّدٍ وَعَلَىٰ آلِ مُحَمَّدٍ كَمَا صَلَّيْتَ عَلَىٰ إِبْرَاهِيمَ وَ بَارِكْ عَلَىٰ مُحَمَّدٍ وَعَلَىٰ آلِ مُحَمَّدٍ كَمَا بَارَكْتَ عَلَىٰ عَلَىٰ آلِ إِبْرَاهِيمَ فِي ٱلْعَالَمِينَ إِنَّكَ حَمِيدٌ مَجِيدٌ                                     |
| [النسائي / ١٢٩١ صحيح]                                                         | ٱللَّٰهُمَّ صَلِّ عَلَىٰ مُحَمَّدٍ وَعَلَىٰ آلِ مُحَمَّدٍ كَمَا صَلَّيْتَ عَلَىٰ إِبْرَاهِيمَ إِنَّكَ حَمِيدٌ مَجِيدٌ وَبَارِكْ عَلَىٰ مُحَمَّدٍ وَعَلَىٰ آلِ مُحَمَّدٍ كَمَا بَارَكْتَ عَلَىٰ إِبْرَاهِيمَ إِنَّكَ حَمِيدٌ مَجِيدٌ                                           |
| [البخاري/4519]، [ابن ماجه/904، صحيح]                                          | ٱللَّٰهُمَّ صَلِّ عَلَىٰ مُحَمَّدٍ وَعَلَىٰ آلِ مُحَمَّدٍ كَمَا صَلَّيْتَ عَلَىٰ إِبْرَاهِيمَ إِنَّكَ حَمِيدٌ مَجِيدٌ ٱللَّٰهُمَّ بَارِكْ عَلَىٰ مُحَمَّدٍ وَعَلَىٰ آلِ مُحَمَّدٍ كَمَا بَارَكْتَ عَلَىٰ إِبْرَاهِيمَ إِنَّكَ حَمِيدٌ مَجِيدٌ                                      |
| [مسلم/ 405]، [الموطأ/459، صحيح]، [النسائي/ 1285، صحيح]، [ابن حبان/1965، صحيح] | ٱللَّٰهُمَّ صَلِّ عَلَىٰ مُحَمَّدٍ وَعَلَىٰ آلِ مُحَمَّدٍ كَمَا صَلَّيْتَ عَلَىٰ آلِ إِبْرَاهِيمَ وَبَارِكْ عَلَىٰ مُحَمَّدٍ وَعَلَىٰ آلِ مُحَمَّدٍ كَمَا بَارَكْتَ عَلَىٰ آلِ إِبْرَاهِيمَ فِي ٱلْعَالَمِينَ إِنَّكَ حَمِيدٌ مَجِيدٌ                                       |
| [مسلم / 406]                                                                  | ٱللَّٰهُمَّ صَلِّ عَلَىٰ مُحَمَّدٍ وَعَلَىٰ آلِ مُحَمَّدٍ كَمَا صَلَّيْتَ عَلَىٰ آلِ إِبْرَاهِيمَ إِنَّك حَمِيدٌ مَجِيدٌ وَبِارِكْ عَلَىٰ مُحَمَّدٍ وَعَلَىٰ آلِ مُحَمَّدٍ كَمَا بَارَكْتَ عَلَىٰ آلِ إِبْرَاهِيمَ إِنَّكَ حَمِيدٌ مَجِيدٌ                                     |
| [ابن حبان/1964، صحيح]، [البخاري/5996]، [مسلم/406]، [النسائي/1257، صحيح]       | ٱللَّٰهُمَّ صَلِّ عَلَىٰ مُحَمَّدٍ وَعَلَىٰ آلِ مُحَمَّدٍ كَمَا صَلَّيْتَ عَلَىٰ آلِ إِبْرَاهِيمَ إِنَّك حَمِيدٌ مَجِيدٌ ٱللَّٰهُمَّ بِارِكْ عَلَىٰ مُحَمَّدٍ وَعَلَىٰ آلِ مُحَمَّدٍ كَمَا بَارَكْتَ عَلَىٰ آلِ إِبْرَاهِيمَ إِنَّكَ حَمِيدٌ مَجِيدٌ                                |
| [النسائي/ ١٢٨٨، صحيح]، [النسائي/ ١٢٩٠، صحيح]، [ابن حبان/ ١٩٥٧، صحيح]          | ٱللَّٰهُمَّ صَلِّ عَلَىٰ مُحَمَّدٍ وَعَلَىٰ آلِ مُحَمَّدٍ كَمَا صَلَّيْتَ عَلَىٰ إِبْرَاهِيمَ وَآلِ إِبْرَاهِيمَ إِنَّكَ حَمِيدٌ مَجِيدٌ وَبَارِكْ عَلَىٰ مُحَمَّدٍ وَعَلَىٰ آلِ مُحَمَّدٍ كَمَا بَارَكْتَ عَلَىٰ إِبْرَاهِيمَ وَآلِ إِبْرَاهِيمَ إِنَّكَ حَمِيدٌ مَجِيدٌ                   |
| [البخاري / 3190]                                                              | ٱللَّٰهُمَّ صَلِّ عَلَىٰ مُحَمَّدٍ وَعَلَىٰ آلِ مُحَمَّدٍ كَمَا صَلَّيْتَ عَلَىٰ إِبْرَاهِيمَ وَعَلَىٰ آلِ إِبْرَاهِيمَ إِنَّكَ حَمِيدٌ مَجِيدٌ ٱللَّٰهُمَّ بَارِكْ عَلَىٰ مُحَمَّدٍ وَعَلَىٰ آلِ مُحَمَّدٍ كَمَا بَارَكْتَ عَلَىٰ إِبْرَاهِيمَ وَعَلَىٰ آلِ إِبْرَاهِيمَ إِنَّكَ حَمِيدٌ مَجِيدٌ      |
| [ابن حبان/ 1959، إسناد صحيح]                                                  | ٱللَّٰهُمَّ صَلِّ عَلَىٰ مُحَمَّدٍ ٱلنَّبِيِّ ٱلأُمِّيِّ وَعَلَىٰ آلِ مُحَمَّدٍ كَمَا صَلَّيْتَ عَلَىٰ إِبْرَاهِيمَ وَعَلَىٰ آلِ إِبْرَاهِيمَ وَبَارِكْ عَلَىٰ مُحَمَّدٍ ٱلنَّبِيِّ ٱلأُمِّيِّ وَعَلَىٰ آلِ مُحَمَّدٍ كَمَا بَارَكْتَ عَلَىٰ إِبْرَاهِيمَ وَعَلَىٰ آلِ إِبْرَاهِيمَ إِنَّكَ حَمِيدٌ مَجِيدٌ |
| [ابن ماجه / 903 صحيح]                                                         | ٱللَّٰهُمَّ صَلِّ عَلَىٰ مُحَمَّدٍ عَبْدِكَ وَرَسُولِكَ كَمَا صَلَّيْتَ عَلَىٰ إِبْرَاهِيمَ وَبَارِكْ عَلَىٰ مُحَمَّدٍ وَعَلَىٰ آلِ مُحَمَّدٍ كَمَا بَارَكْتَ عَلَىٰ إِبْرَاهِيمَ                                                                        |
| [البخاري / ٥٩٩٧]                                                              | ٱللَّٰهُمَّ صَلِّ عَلَىٰ مُحَمَّدٍ عَبْدِكَ وَرَسُولِكَ كَمَا صَلَّيْتَ عَلَىٰ إِبْرَاهِيمَ وَبَارِكْ عَلَىٰ مُحَمَّدٍ وَعَلَىٰ آلِ مُحَمَّدٍ كَمَا بَارَكْتَ عَلَىٰ إِبْرَاهِيمَ وَآلِ إِبْرَاهِيمَ                                                            |
| [النسائي / ١٢٩٣ صحيح]                                                         | ٱللَّٰهُمَّ صَلِّ عَلَىٰ مُحَمَّدٍ عَبْدِكَ وَرَسُولِكَ كَمَا صَلَّيْتَ عَلَىٰ إِبْرَاهِيمَ وَبَارِكْ عَلَىٰ مُحَمَّدٍ وَآلِ مُحَمَّدٍ كَمَا بَارَكْتَ عَلَىٰ إِبْرَاهِيمَ                                                                            |
| [البخاري / 4520]                                                              | ٱللَّٰهُمَّ صَلِّ عَلَىٰ مُحَمَّدٍ عَبْدِكَ وَرَسُولِكَ كَمَا صَلَّيْتَ عَلَىٰ إِبْرَاهِيمَ وَبَارِكْ عَلَىٰ مُحَمَّدٍ وَآلِ مُحَمَّدٍ كَمَا بَارَكْتَ عَلَىٰ إِبْرَاهِيمَ وَآلِ إِبْرَاهِيمَ                                                                |
| [البخاري / 4520]                                                              | ٱللَّٰهُمَّ صَلِّ عَلَىٰ مُحَمَّدٍ عَبْدِكَ وَرَسُولِكَ كَمَا صَلَّيْتَ عَلَىٰ آل إِبْرَاهِيمَ وَبَارِكْ عَلَىٰ مُحَمَّدٍ وَعَلَىٰ آلِ مُحَمَّدٍ كَمَا بَارَكْتَ عَلَىٰ إِبْرَاهِيمَ                                                                     |
| [البخاري / 4520]                                                              | ٱللَّٰهُمَّ صَلِّ عَلَىٰ مُحَمَّدٍ عَبْدِكَ وَرَسُولِكَ كَمَا صَلَّيْتَ عَلَىٰ آل إِبْرَاهِيمَ وَبَارِكْ عَلَىٰ مُحَمَّدٍ وَعَلَىٰ آلِ مُحَمَّدٍ كَمَا بَارَكْتَ عَلَىٰ آلِ إِبْرَاهِيمَ                                                                  |
| [البخاري / 3189]                                                              | ٱللَّٰهُمَّ صَلِّ عَلَىٰ مُحَمَّدٍ وَأَزْوَاجِهِ وَذُرِّيَّتِهِ كَمَا صَلَّيْتَ عَلَىٰ إِبْرَاهِيمَ وَبَارِكْ عَلَىٰ مُحَمَّدٍ وَأَزْوَاجِهِ وَذُرِّيَّتِهِ كَمَا بَارَكْتَ عَلَىٰ آلِ إِبْرَاهِيمَ إِنَّكَ حَمِيدٌ مَجِيدٌ                                                  |
| [ابن ماجه / 905 صحيح]                                                         | ٱللَّٰهُمَّ صَلِّ عَلَىٰ مُحَمَّدٍ وَأَزْوَاجِهِ وَذُرِّيَّتِهِ كَمَا صَلَّيْتَ عَلَىٰ إِبْرَاهِيمَ وَبَارِكْ عَلَىٰ مُحَمَّدٍ وَأَزْوَاجِهِ وَذُرِّيَّتِهِ كَمَا بَارَكْتَ عَلَىٰ آلِ إِبْرَاهِيمَ فِي ٱلْعَالَمِينَ إِنَّكَ حَمِيدٌ مَجِيدٌ                                      |
| [النسائي/ ١٢٩٤، صحيح]، [البخاري/٥٩٩٩]، [الموطأ/٤٥٨، صحيح]                     | ٱللَّٰهُمَّ صَلِّ عَلَىٰ مُحَمَّدٍ وَأَزْوَاجِهِ وَذُرِّيَّتِهِ كَمَا صَلَّيْتَ عَلَىٰ آلِ إِبْرَاهِيمَ وَبَارِكْ عَلَىٰ مُحَمَّدٍ وَأَزْوَاجِهِ وَذُرِّيَّتِهِ كَمَا بَارَكْتَ عَلَىٰ آلِ إِبْرَاهِيمَ إِنَّكَ حَمِيدٌ مَجِيدٌ                                               |
| [مسلم / 407]                                                                  | ٱللَّٰهُمَّ صَلِّ عَلَىٰ مُحَمَّدٍ وَعَلَىٰ أَزْوَاجِهِ وَذُرِّيَّتِهِ كَمَا صَلَّيْتَ عَلَىٰ آلِ إِبْرَاهِيمَ وَبَارِكْ عَلَىٰ مُحَمَّدٍ وَعَلَىٰ أَزْوَاجِهِ وَذُرِّيَّتِهِ كَمَا بَارَكْتَ عَلَىٰ آلِ إِبْرَاهِيمَ إِنَّكَ حَمِيدٌ مَجِيدٌ                                       |
| [النسائي/ ١٢٨٦، إسناد صحيح]                                                   | ٱللَّٰهُمَّ صَلِّ عَلَىٰ مُحَمَّدٍ كَمَا صَلَّيْتَ عَلَىٰ آلِ إِبْرَاهِيمَ ٱللَّٰهُمَّ بَارِكْ عَلَىٰ مُحَمَّدٍ كَمَا بَارَكْتَ عَلَىٰ آلِ إِبْرَاهِيمَ                                                                                      |

## الأجر المُفترض
ويقال إن من صلى على النبي محمد وآله عشرًا صلّت ملائكة الله عليه ألفًا، ومن صلى على النبي محمد وآله ألفًا لم تضره نار جهنم.
ويقال إن الصلوات على النبي محمد وآله تفتح له باب الشفاعة يوم القيامة، وتكفير الذنوب، وهي أثقل الأعمال في الميزان. ويقال إن الصلوات على النبي محمد وآله تُعطي محبة الله ورسوله، وتُزك الأعمال، وتكون بمثابة نور في القبر، وجسر الصراط، والجنة.
يُقال إن الصلوات هي واحدة من أفضل الأعمال يوم الجمعة، ويقال إنها تفتح القلب.

## اليونيكود
| يونيكود     | يونيكود            | يونيكود            |
| ترميز utf-8 | لافتة              | المقابل العربي     |
| ----------- | ------------------ | ------------------ |
| & #65018;   | صلى الله عليه وسلم | صَلَّىٰ ٱللَّٰهُ عَلَيْهِ وَسَلَّمَ |